# Миколаївська сільська рада (Тарутинський район)
Микола́ївська сільська́ ра́да — адміністративно-територіальна одиниця та орган місцевого самоврядування в Тарутинському районі Одеської області. Адміністративний центр — село Миколаївка.

## Загальні відомості
- Територія ради: 58,61 км²
- Населення ради: 1 678 осіб (станом на 2001 рік)
- Територією ради протікає річка Чилігідер

## Населені пункти
Сільській раді підпорядковані населені пункти:
- с. Миколаївка

## Населення
Згідно з переписом УРСР 1989 року чисельність наявного населення села становила 1823 особи, з яких 799 чоловіків та 1024 жінки.
За переписом населення України 2001 року в селі мешкали 1674 особи.

### Мова
Розподіл населення за рідною мовою за даними перепису 2001 року:
| Мова       | Відсоток |
| ---------- | -------- |
| російська  | 91,48 %  |
| молдовська | 4,53 %   |
| українська | 1,91 %   |
| гагаузька  | 1,07 %   |
| болгарська | 0,83 %   |

## Склад ради
Рада складається з 16 депутатів та голови.
- Голова ради: Булгаков Василь Олексійович
- Секретар ради: Утепова Марія Іванівна

### Керівний склад попередніх скликань
| Прізвище, ім'я, по батькові | Основні відомості                                                         | Дата обрання | Дата звільнення |
| --------------------------- | ------------------------------------------------------------------------- | ------------ | --------------- |
| Булгаков Василь Олексійович | Сільський голова, 1959 року народження, освіта вища, безпартійний         | 26.03.2006   | 31.10.2010      |
| Булгаков Василь Олексійович | Сільський голова, 1959 року народження, освіта вища, член Партії регіонів | 31.10.2010   |                 |

Примітка: таблиця складена за даними сайту Верховної Ради України

### Депутати
За результатами місцевих виборів 2010 року депутатами ради стали:

#### За суб'єктами висування
| Суб'єкт висування | Кількість обраних депутатів | %    |
| ----------------- | --------------------------- | ---- |
| Партія регіонів   | 14                          | 87,5 |
| Самовисування     | 2                           | 12,5 |

#### За округами
| № округу        | Прізвище, ім'я, по батькові      | Дата визнання обраним | Освіта  | Партійна приналежність | Відомості про обраного депутата                                            |
| --------------- | -------------------------------- | --------------------- | ------- | ---------------------- | -------------------------------------------------------------------------- |
| Партія регіонів |                                  |                       |         |                        |                                                                            |
| 1               | Серіков Іван Вікторович          | 04.11.2010            | середня | позапартійний          | Миколаївська загальноосвітня школа І-ІІІ ст., оператор котельні            |
| 2               | Трач Світлана Олександрівна      | 04.11.2010            | середня | позапартійна           | навчально-виховний комплекс «Загальноосвітня школа І-ІІІ ст.», завідувачка |
| 3               | Макар Наталя Михайлівна          | 04.11.2010            | середня | позапартійна           | Миколаївський фельдшерсько-акушерський пункт, медсестра                    |
| 4               | Парушева Валентина Іванівна      | 04.11.2010            | вища    | позапартійна           | Миколаївська сільська рада, землевпорядник                                 |
| 5               | Щуров Юрій Іванович              | 04.11.2010            | вища    | позапартійний          | Миколаївська сільська рада, бухгалтер                                      |
| 6               | Утепова Марія Іванівна           | 04.11.2010            | середня | позапартійна           | Миколаївська сільська рада, секретар                                       |
| 7               | Смаль Михайло Іванович           | 04.11.2010            | середня | позапартійний          | тимчасово не працює                                                        |
| 8               | Сухорученко Віктор Костянтинович | 04.11.2010            | середня | позапартійний          | тимчасово не працює                                                        |
| 11              | Магер Любов Дмитрівна            | 04.11.2010            | вища    | позапартійна           | ВАТ"Сонячне", бригадир                                                     |
| 12              | Семенихін Володимир Вікторович   | 04.11.2010            | середня | позапартійний          | Тарутинська ветеринарна лікарня, ветеринарний лікар                        |
| 13              | Давиденко Тетяна Іванівна        | 04.11.2010            | вища    | позапартійна           | Миколаївська загальноосвітня школа І-ІІІ ст., вчитель                      |
| 14              | Слободчикова Тетяна Сергіївна    | 04.11.2010            | середня | позапартійна           | Миколаївський навчально-виховний комплекс, вихователь                      |
| 15              | Лук'янченко Любов Іванівна       | 04.11.2010            | вища    | позапартійна           | Миколаївська загальноосвітня школа І-ІІІ ст., директор                     |
| 16              | Лунгу Людмила Вікторівна         | 04.11.2010            | вища    | позапартійна           | Миколаївська загальноосвітня школа І-ІІІ ст., вчитель                      |
| Самовисування   |                                  |                       |         |                        |                                                                            |
| 9               | Булгаков Олександр Іванович      | 04.11.2010            | середня | позапартійний          | Тарутинська дитяча юнацька спортивна школа, тренер-вчитель                 |
| 10              | Боброва Ніна Калинівна           | 04.11.2010            | середня | позапартійна           | приватний підприємець                                                      |